# Шевченко Євдокія Андріївна
Євдокія Андріївна Шевченко, у шлюбі Чумакова (13 червня 1926 — 15 червня 2005) — українська радянська діячка сільського господарства. Ланкова бурякорадгоспу «Федорівський» у Великобурлуцькому районі Харківської області. Героїня Соціалістичної Праці.

## Життєпис
Євдокія Шевченко народилася 13 червня 1926 року у селі Хатнє Вільхуватського району Куп'янської округи у селянській українській родині. Отримала початкову освіту. У 1943 році, почала працювати у бурякорадгоспі «Федорівський», головна садиба якого знаходилася у селищі Федорівка. У 1947 році була призначена ланковою комсомольсько-молодіжної ланки з вирощування зернових. Того ж року бурякорадгосп зібрав велику кількість зернових культур, ланка Шевченко зібрала 37.2 центнера озимої пшениці з гектара на загальній площі у 10 гектарів.
За «отримання високих урожаїв пшениці, жита та цукрового буряка при виконанні радгоспами плану здачі державі сільськогосподарських продуктів у 1947 році та забезпечення насінням зернових культур для весняної сівби 1948 року», Президія Верховної ради СРСР указом від 30 квітня 1948 року надала Євдокії Шевченко звання Героя Соціалістичної Праці з врученням ордена Леніна та медалі «Серп і Молот». Окрім неї, звання героя отримали ще дев'ять робітників бурякорадгоспу, ланкові: Марія Лоткова, Олександра Січкарьова, Марія Чернецька, Катерина Шибанова, а також директор Федір Фельберт, бригадир польової бригади Прокопій Коленько та старший механік Трохим Скринник.
Пізніше одружилася та змінила прізвище на Чумакову. Продовжувала працювали у бурякорадгоспі «Федорівський», де її ланка неодноразово досягала високих показників у заготівлі зернових. Мешкала у селі Хатнє, померла 15 червня 2005 року.

## Нагороди
- Герой Соціалістичної Праці (30.04.1948)
- орден Леніна (30.04.1948)
- медаль «Серп і Молот» (30.04.1948)

### Коментар
1. ↑  За іншими джерелами Лобанова Марія Федотівна.